# 弱位相
弱位相（じゃくいそう、英: weak topology）とは、ノルム空間X上に定義される位相の一つである。体K上のノルム空間にはノルムから定まる位相（ノルム位相。弱位相と区別するため強位相とも呼ばれる）があるが、弱位相はこれよりも弱い（強くない）位相であり、X上のK値有界線形写像（すなわちXの共役空間X*の元）が全て連続になる最弱な位相である。なお弱位相は位相空間論における始位相の特別な場合に当たる。
強位相に関するものと区別するため、弱位相に関する連続性、収束性、コンパクト性はそれぞれ弱連続性、弱収束性、弱コンパクト性と呼ばれる。
本項では弱位相の関連概念である＊弱位相についても述べる。

## 定義
以下、Kを実数体{\displaystyle \mathbb {R} }もしくは複素数体{\displaystyle \mathbb {C} }とする。
定義 (共役空間、弱位相) ― XをK上のノルム空間とし
{\displaystyle X^{*}=\{\alpha ~:~X\to K,~\alpha }は有界線型写像{\displaystyle \}}
とする。X*には関数としての和と定数倍によりベクトル空間の構造が入る。このベクトル空間をXの共役空間という。
またX*に属する関数が全て連続になるXの位相のうち最弱なものをXの弱位相という。
一方、Xのノルムにより定まる位相の事をノルム位相という。
ノルム空間上の線型写像が有界である必要十分条件は、その線型写像がノルム位相連続である事である。したがってX*の元はノルム位相に関して必ず連続である。
それに対しX*の元を連続にする最弱の位相であるので、以下が従う：
定理 ― 
弱位相はノルム位相より弱い（強くない）位相である。
この為、ノルム位相の事をXの強位相（英: strong topology）ともいう。
Xの係数体K（{\displaystyle =\mathbb {R} ,~\mathbb {C} }）の位相はK上の絶対値をノルムと見なしたときのノルム位相と一致する事から、弱位相を以下のようにも特徴づけられる：
定理 ― 
α ∈ X*に対しX上のセミノルム{\displaystyle \|\cdot \|_{\alpha }}を
{\displaystyle \|x\|_{\alpha }{\overset {\text{def}}{{}={}}}|\alpha (x)|}
により定義すると、X上の弱位相はセミノルムの族{\displaystyle (\|\cdot \|_{\alpha })_{\alpha \in X^{*}}}により誘導される位相と一致する。
よって特に、Xに弱位相を入れた空間は局所凸である。したがって弱位相は最も粗い極位相（弱位相 (極位相)を参照）でもある。

### 弱収束・強収束
弱位相における点列（もしくはより一般に有向点族）xnの収束を弱収束といい、
{\displaystyle x_{n}{\overset {\text{w}}{{}\longrightarrow {}}}x}
{\displaystyle x_{n}\longrightarrow x} （弱）
{\displaystyle x_{n}\rightharpoonup x}
{\displaystyle {\underset {n\to \infty }{\text{w-lim}}}x_{n}=x}
等と表記する。
一方ノルム位相に対する収束（ノルム収束）は強収束とも呼ばれ、弱収束と区別するため
{\displaystyle x_{n}{\overset {\text{s}}{{}\longrightarrow {}}}x}
{\displaystyle x_{n}\longrightarrow x} （強）
{\displaystyle {\underset {n\to \infty }{\text{s-lim}}}x_{n}=x}
等と表記する。

### ヒルベルト空間における強収束と弱収束の関係
ヒルベルト空間においては弱収束する点列が強収束するための必要十分条件が以下のように与えられる：
定理 ― Xをヒルベルト空間とする。点列xnがxに強収束する必要十分条件は、xnがxに弱収束し、しかも{\displaystyle \|x_{n}\|\to \|x\|}が成立する事である。

## ＊弱位相
ノルム空間Xの共役空間X*には、作用素ノルム
{\displaystyle \|\alpha \|_{*}=\sup _{x\in X\setminus \{0\}}{|\alpha (x)| \over |x|}}
が定義でき、このノルムからノルム位相が定まる。またX*自身も作用素ノルムに関してノルム空間であることからX*には弱位相も入り、定義よりこれはX*の共役空間（二重共役空間）X**に属する写像を全て連続にする最弱の位相である。
さらにX*には下記の＊弱位相も入る：
定義 (＊弱位相) ― XをK上のノルム空間、X*をその共役空間とする。x ∈ Xに対し、写像μxを
{\displaystyle \mu _{x}~:~\alpha \in X^{*}\mapsto \alpha (x)\in K}
により定義する。
このとき関数の族{\displaystyle (\mu _{x})_{x\in X}}を全て連続にする最弱の位相をX*の＊弱位相（英: weak-* topology）もしくは汎弱位相という。
{\displaystyle \{\mu _{x}|x\in X\}\subset X^{**}}である事が知られているので、以下が従う：
定理 ― 
X*の＊弱位相はX*の弱位相より弱い（強くない）位相である。
つまりX*に入る位相は強い順からノルム位相、弱位相、＊弱位相である。
なお、定義より明らかに次が従う：
定理 ― 
Xが回帰的である場合、すなわちX**=Xである場合は弱位相と＊弱位相は一致する。
位相空間論の言葉を使うと、＊弱位相を別の角度から特徴づける事ができる。そのためにまず定義を述べる：
定義 (各点収束位相) ― Xを集合、Yを位相空間とし、各x ∈ Xに対しYxをYのコピーとすると、XからYへの写像全体の集合F(X,Y)は直積{\displaystyle \prod _{x\in X}Y_{x}}と集合として自然に同一視できる。{\displaystyle F(X,Y)\approx \prod _{x\in X}Y_{x}}に直積位相を入れたものをF(X,Y)の各点収束位相という。さらにGをF(X,Y)の部分集合とするとき、各点収束位相をGに制限したものをG上の各点収束位相という。
このとき次が従う：
定理 ― 
係数体K（{\displaystyle =\mathbb {R} ,~\mathbb {C} }）上のノルム空間Xの共役空間X*の＊弱位相は、
{\displaystyle X^{*}\subset F(X,K)}
と見なしたときの各点収束位相に一致する。

### ＊弱収束
＊弱位相における点列（ないしより一般的な有向点族）の収束を＊弱収束（英: weak-* convergence）もしくは汎弱収束といい、
{\displaystyle \alpha _{n}{\overset {{\text{w}}^{*}}{{}\longrightarrow {}}}\alpha }
{\displaystyle \alpha _{n}{\overset {*}{\rightharpoonup }}\alpha }
{\displaystyle {\underset {n\to \infty }{{\text{w}}^{*}{\text{-lim}}}}\alpha _{n}=\alpha }
等と表記する。

## 具体例
{\displaystyle [-\pi ,\pi ]}区間上の複素数値2乗可積分関数のなすヒルベルト空間{\displaystyle H=}L2([-π,π])を例に強収束と弱収束の違いを見る。なお、ヒルベルト空間は再帰的な事が知られているので、弱位相と＊弱位相は同一である。

{\displaystyle (\varphi _{n})_{n\in \mathbb {Z} }}をL2(-π,π)の完全正規直交基底とする。例えば
{\displaystyle \varphi _{n}(x)={1 \over {\sqrt {2\pi }}}\mathrm {e} ^{inx}}
とすると、{\displaystyle (\varphi _{n})_{n\in \mathbb {Z} }}が完全正規直交基底になる事が知られている（フーリエ展開を参照）。
{\displaystyle (\varphi _{n})_{n\in \mathbb {Z} }}の正規直交性から、n≠mに対し
{\displaystyle \|\varphi _{n}-\varphi _{m}\|={1 \over {\sqrt {2}}}}
であるので、{\displaystyle (\varphi _{n})_{n\in \mathbb {N} }}はコーシー列ではなく、よってn→∞のとき強収束の極限は存在しない。
しかし{\displaystyle (\varphi _{n})_{n\in \mathbb {N} }}は0に弱収束する。
理由は下記の通りである。ヒルベルト空間の共役空間H*の任意の元αには必ず
{\displaystyle \alpha (\xi )=\langle \xi ,\psi \rangle }
を満たすψ ∈ Hが存在する（リースの表現定理）。
そして{\displaystyle (\varphi _{n})_{n\in \mathbb {Z} }}が完全正規直交基底である事から、
{\displaystyle \psi ={\underset {m\to \infty }{\text{s-lim}}}\sum _{k=-m}^{k}a_{k}\varphi _{k}}
を満たす{\displaystyle (a_{m})_{m\in \mathbb {Z} }}が存在する。
上記の無限和に極限が存在する事から、{\displaystyle \lim _{n\to \infty }a_{n}=0}である。
以上の事から任意のα ∈ H*に対し、
{\displaystyle \alpha (\varphi _{n})=\langle \varphi _{n},\psi \rangle =\langle \varphi _{n},{\underset {m\to \infty }{\text{s-lim}}}\sum _{k=-m}^{m}a_{k}\varphi _{k}\rangle =\lim _{m\to \infty }\langle \varphi _{n},\sum _{k=-m}^{m}a_{k}\varphi _{k}\rangle =a_{n}}
であるので、n → ∞のとき、
{\displaystyle \alpha (\varphi _{n})=a_{n}\to 0}
となり、
{\displaystyle {\underset {n\to \infty }{\text{w-lim}}}\varphi _{n}=0}
が成立する。

## 性質

### バナッハ＝アラオグルの定理
ノルム位相に対してはリースの補題から直接的に次の事実が従う：
命題 ― {\displaystyle \mathbb {R} }もしくは{\displaystyle \mathbb {C} }上のノルム空間Xの閉単位球がノルム位相に関してコンパクトである必要十分条件はXが有限次元である事である。
したがって無限次元の場合、X*の閉単位球はノルム位相に関してコンパクトではない。しかし、X*の閉単位球は＊弱位相に関してはコンパクトになる：
定理 (バナッハ＝アラオグルの定理) ― Kを{\displaystyle \mathbb {R} }もしくは{\displaystyle \mathbb {C} }とする。このときK上のノルム空間{\displaystyle (X,\|\cdot \|_{X})}の共役空間{\displaystyle (X^{*},\|\cdot \|_{X^{*}})}に＊弱位相を入れると、X*の閉単位球は
{\displaystyle B^{*}=\{\alpha \in X^{*}\mid \|\alpha \|_{X^{*}}\leq 1\}}
はコンパクトである。
この定理はチコノフの定理に基づいて非構成的に示せる。なおノルム空間Xが（ノルム位相に関して）可分な場合には直接的にに証明可能である。
バナッハ＝アラオグルの定理は半径1の閉球に対するものだが、任意の半径の閉球もコンパクトになる事が容易に示せる。また＊弱位相はハウスドルフ性を満たす事が知られており、コンパクトな空間の閉部分集合はコンパクトなので、以下の系が成立する：
系 ― X*に＊弱位相を入れた空間の有界閉集合はコンパクト
なお、Xが回帰的（すなわちX**=Xが成立する空間）であればX上の弱*位相と弱位相は同一になるので、下記の系が従う：
系 ― Xが回帰的なノルム空間であれば、Xに弱位相を入れた空間の有界閉集合はコンパクト
1 < p < ∞に対しLp空間やℓp空間は回帰的なので、上記の定理が適用できる。しかし回帰的でない場合には上述の定理に反例があり、例えば0に収束する複素数列全体にℓ∞ノルムを入れた空間c0の閉単位球は弱位相に関してコンパクトではない。
注意しなければならないのは、弱*位相における有界閉集合には内点が無く、有界閉集合上の点は必ず境界点になる事である。これはすなわち、たとえ閉単位球がコンパクトであっても弱*位相をいれたX*が局所コンパクトにはなっていない事を意味する。

### 距離化可能性
定理 ― 
可分なノルム空間の共役空間の閉単位球は弱*位相に関して距離化可能である事。
定理 ― 
Xが無限次元のバナッハ空間なら、X*上の＊弱位相は距離化可能ではない。

## 一般化
弱位相の概念は下記のように一般化できる：
定理 ― 
Kを{\displaystyle \mathbb {R} }、{\displaystyle \mathbb {C} }、もしくはより一般に位相体とし、X、YをK上ベクトル空間とし、
{\displaystyle b~:~X\times Y\to K}
を双線型写像とする。このとき、
- 任意のy ∈ Yに対して、写像{\displaystyle x\in X\mapsto b(x,y)}が連続になるX上の最弱の位相をXのbに関する弱位相という[11]。
- 任意のx ∈ Xに対して、写像{\displaystyle y\in Y\mapsto b(x,y)}が連続になるY上の最弱の位相をYのbに関する弱位相という[11]。

上記の定義でY = X*、{\displaystyle b(x,\alpha )=\alpha (x)}とすれば、X、X*にはそれぞれ前の章で説明した意味での弱位相、＊弱位相が入るので、上記の定義が前に述べた弱位相や＊弱位相の定義の一般化になっている事がわかる。

### 弱作用素位相
X と Y を位相ベクトル空間とするとき、連続線型作用素の空間 L(X,Y) に下記のように弱作用素位相を定義できる：
定義 ― Kを{\displaystyle \mathbb {R} }、{\displaystyle \mathbb {C} }、もしくはより一般に位相体とし、X、YをK上の位相ベクトル空間とし、L(X,Y)をXからY連続線形写像全体の集合とする。
このとき、任意のx ∈ Xと任意のα ∈ Y*に対し、
{\displaystyle T\in L(X,Y)\mapsto \alpha (T(x))\in K}
が連続になる最弱の位相をL(X,Y)の弱作用素位相という。
X 上の弱位相の場合と同様、L(X,Y)上の弱作用素位相もセミノルムによって特徴づけられる：
命題 ― K、X、Y、L(X,Y)を上の定義と同様に取る。
このとき、x ∈ X、α ∈ Y*に対しL(X,Y)上のセミノルムを
{\displaystyle \|T\|_{x,\alpha }=|\alpha (T(x))|}
により定義すると、L(X,Y)上の弱作用素位相はセミノルムの族{\displaystyle (\|\cdot \|_{x,\alpha })_{x\in X,\alpha \in Y^{*}}}が定める位相と一致する。
連続線形写像の空間L(X,Y)上には弱作用素位相以外にも強作用素位相、＊弱作用素位相など複数の位相が入る。詳細は作用素位相を参照されたい。